# Stefan Trzebiński
Stefan Trzebiński (ur. 20 maja 1885, zm. 20 listopada 1948 w Krakowie) – pułkownik uzbrojenia Wojska Polskiego, kawaler Orderu Virtuti Militari.

## Życiorys
Po zakończeniu I wojny światowej i odzyskaniu przez Polskę niepodległości został przyjęty do Wojska Polskiego. Uczestnik wojny polsko-bolszewickiej, za co otrzymał Order Virtuti Militari. 15 lipca 1920 roku został zatwierdzony z dniem 1 kwietnia 1920 roku w stopniu majora, w artylerii, w grupie oficerów byłych Korpusów Wschodnich i byłej armii rosyjskiej. Od 1920 do 1927 roku był dowódcą 3 dywizjonu artylerii konnej. 3 maja 1922 został zweryfikowany w stopniu podpułkownika ze starszeństwem z dniem 1 czerwca 1919 i 48. lokatą w korpusie oficerów artylerii. 16 marca 1927 roku został mianowany pułkownikiem ze starszeństwem z dniem 1 stycznia 1927 roku i 6. lokatą w korpusie oficerów artylerii. 23 maja 1927 ogłoszono jego przeniesienie do 4 pułku artylerii polowej w Inowrocławiu na stanowisko dowódcy pułku. Od 2 lutego do 5 maja 1928 roku był słuchaczem III unitarno-informacyjnego kursu dla podpułkowników i pułkowników, kandydatów na dowódców pułków, względnie dowódców pułków w Doświadczalnym Centrum Wyszkolenia w Rembertowie. Ówczesny komendant Centrum, generał brygady Wacław Dziewanowski wydał o nim niezbyt pochlebną opinię: „jeden z najsłabszych na kursie, mało dokładny, nie zawsze samodzielny w pracy. Materiałowi na kursie nie mógł podołać i rezultaty pracy słabe. W wiedzy rozliczne braki”. Pułkiem dowodził do 31 grudnia 1928 roku. W 1934 roku jako pułkownik uzbrojenia przeniesiony w stan spoczynku był przydzielony do Oficerskiej Kadry Okręgowej nr V jako oficer przewidziany do użycia w czasie wojny i pozostawał wówczas w ewidencji Powiatowej Komendy Uzupełnień Lwów Miasto. W maju 1933 został wybrany komendantem Okręgu V Związku Rezerwistów. Był inspektorem Okręgu Krakowskiego Polskiego Czerwonego Krzyża, także podczas okupacji niemieckiej. W tym czasie był dwukrotnie aresztowany, a po zwolnieniu ponownie podejmował działalność w PCK. Po zakończeniu wojny organizował oddziały terenowe i instytucje opiekuńcze dla rannych i chorych żołnierzy.
Zmarł 20 listopada 1948 w Krakowie. Został pochowany na cmentarzu Rakowickim w Krakowie 23 listopada 1948.

## Ordery i odznaczenia
- Krzyż Srebrny Orderu Virtuti Militari nr 3131[13][14]
- Order Odrodzenia Polski[11]
- Krzyż Walecznych – dwukrotnie